# Boucles du Haut-Var
Les Boucles du Haut-Var sont une course cycliste française disputée sur un parcours plutôt vallonné au cœur du département du Var, en région Provence-Alpes-Côte d'Azur. Organisée par le Vélo Sport Hyérois, elle est réservée aux coureurs amateurs des catégories Élite et Open 1. 

## Histoire
À sa création en 2004, elle porte le nom de Boucles de Montmeyan, avant de prendre son appellation actuelle en 2007. À partir de 2011, la compétition change de formule et passe sur deux épreuves, puis trois à compter de 2013. Depuis 2014, elle ne comporte plus de classement général.
En 2018, elle se dote de quatre épreuves à son programme, avec un contre-la-montre par équipes comme étape inaugurale, une première dans l'histoire de la course. Cette expérience n'est toutefois pas renouvelée l'année suivante.
En 2025, les 22e Boucles du Haut-Var se déroulent sur cinq journées de compétition avec un peloton de 150 coureurs environ par épreuve. Cette course est devenue au fil des ans un véritable classique du début de saison amateur avec la présence d'équipes nationales et internationales de premier plan,.

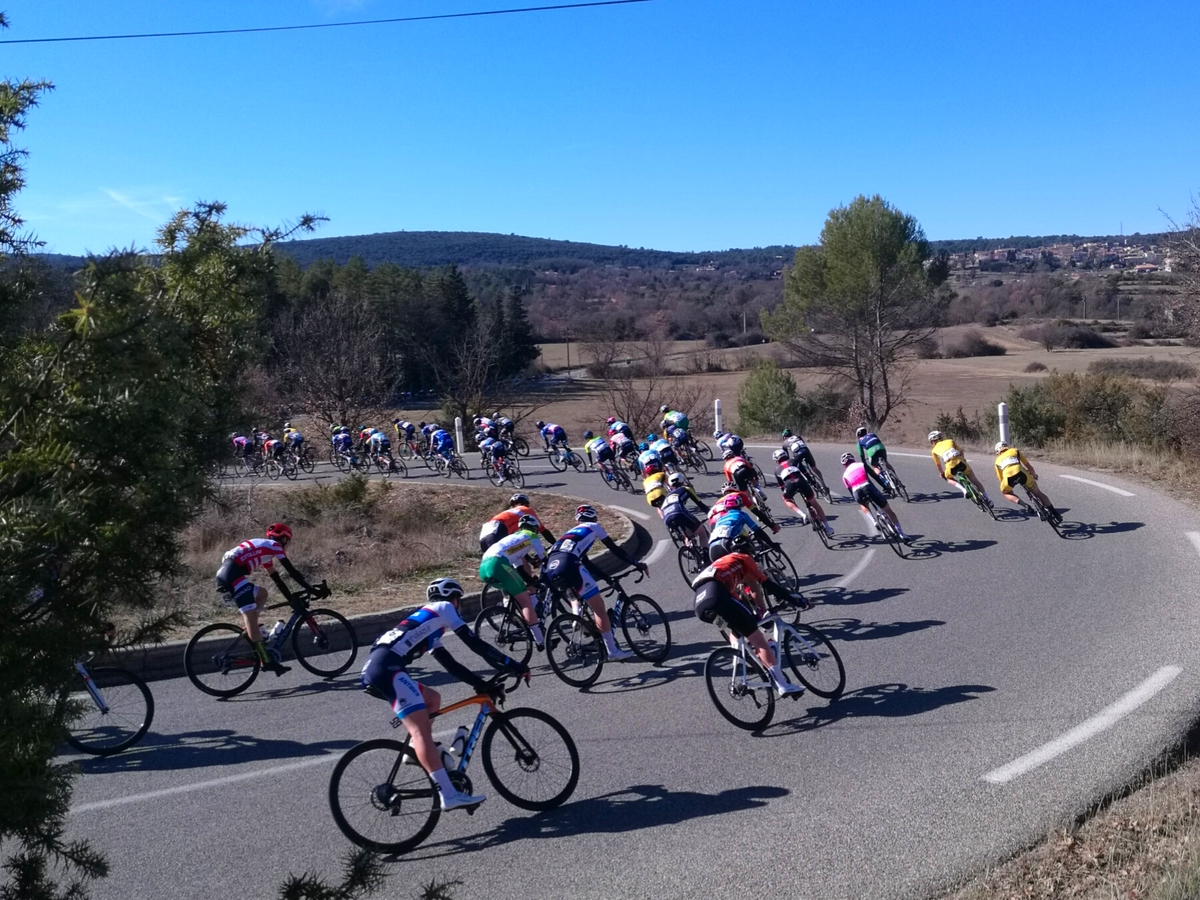
Les 20e Boucles du Haut-Var, 11 février 2023.
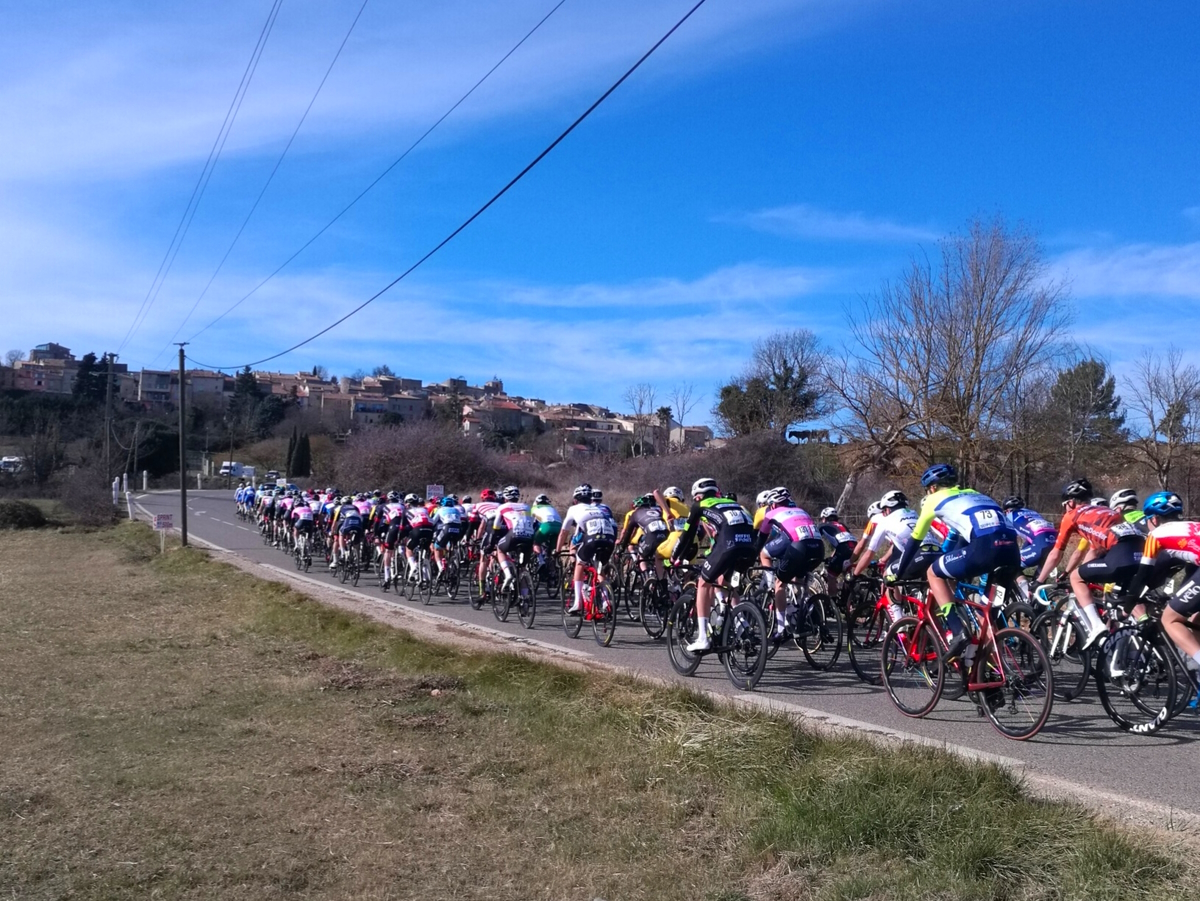
Le peloton arrive à Montmeyan, 11 février 2023.
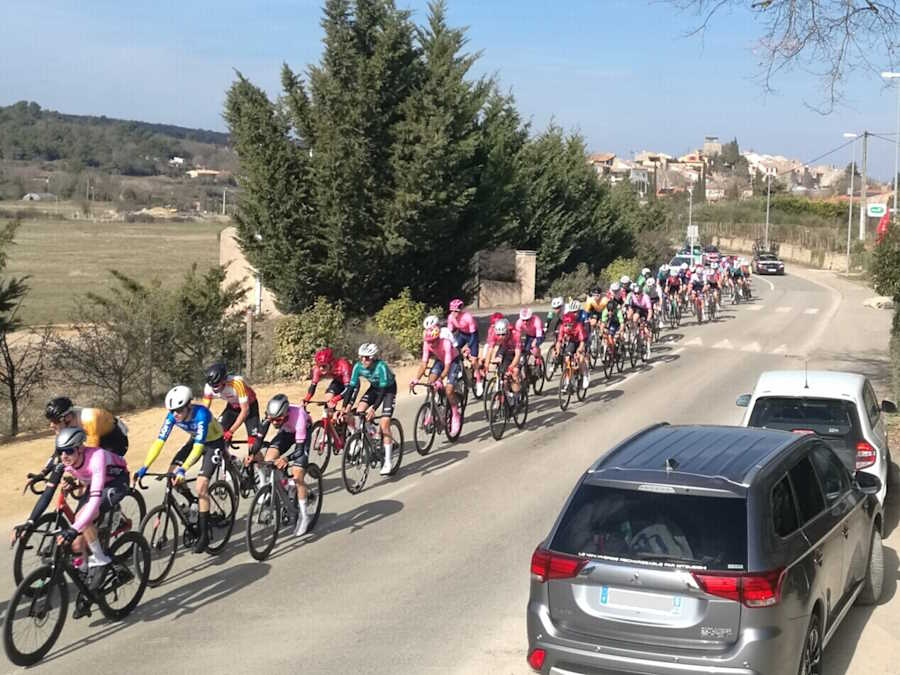
Les 22e Boucles du Haut-Var, 18 février 2025.

## Palmarès

### Disputée sur une journée
| Année                | Vainqueur           | Deuxième         | Troisième        |
| Boucles de Montmeyan |                     |                  |                  |
| -------------------- | ------------------- | ---------------- | ---------------- |
| 2004                 | ?                   | ?                | ?                |
| 2005                 | Colin Menc Molina   | Gilles Cirone    | Jean-Marc Maurin |
| 2006                 | Florian Fina        | Vincent Aldebert | Pierre Valverde  |
| Boucles du Haut-Var  |                     |                  |                  |
| 2007                 | Martial Ricci Poggi | Cédric Riche     | Mickaël Malle    |
| 2008                 | Andrea Grendene     | Benjamin Giraud  | Jesús Merino     |
| 2009                 | Mathieu Delarozière | Georges Lestage  | Nicolas Loth     |
| 2010                 | Nicolas Philibert   | Germain Grangier | Stevens Aubert   |

### 1reépreuve
| Année | Vainqueur         | Deuxième              | Troisième          |
| ----- | ----------------- | --------------------- | ------------------ |
| 2011  | Yann Guyot        | Ernesto Mendoza       | Jérémy Ortiz       |
| 2012  | Anthony Maldonado | Florent Icard         | Mihkel Ronimois    |
| 2013  | Romain Combaud    | Mathieu Teychenne     | Benoît Sinner      |
| 2014  | Marc Sarreau      | Alexandre Delétang    | Benoît Sinner      |
| 2015  | Marc Fournier     | Mihkel Räim           | Dylan Kowalski     |
| 2016, | Léo Vincent       | Alexis Dulin          | Christophe Masson  |
| 2017, | Alexys Brunel     | Sten Van Gucht        | Simon Guglielmi    |
| 2018  | CR4C Roanne       | Pro Immo Nicolas Roux | CC Nogent-sur-Oise |
| 2019  | Robin Meyer       | Clément Saint-Martin  | Matteo Draperi     |
| 2020  | Maxime Urruty     | Thomas Acosta         | Mickaël Guichard   |
| 2021  | Giacomo Ballabio  | Julien Souton         | Clément Didier     |
| 2022  | Louis Pijourlet   | Théo Degache          | Scott Bowden       |
| 2023  | Alexander Konijn  | Martin Tjøtta         | Jordan Labrosse    |
| 2024  | Victor Guernalec  | Killian Théot         | Julien Marin       |
| 2025  | Victor Loulergue  | Nicolas Silliau       | Lucas Grieco       |

### 2eépreuve
| Année | Vainqueur           | Deuxième            | Troisième            |
| ----- | ------------------- | ------------------- | -------------------- |
| 2011  | Ernesto Mendoza     | David McLean        | Jean-Marc Maurin     |
| 2012  | Jean-Marc Maurin    | Florent Icard       | Jérémy Ortiz         |
| 2013  | Christophe Goutille | Mathieu Simon       | Mathieu Le Lavandier |
| 2014  | Quentin Pacher      | Denis Delon         | Nick Schultz         |
| 2015  | Alexis Dulin        | Guillaume Martin    | Guillaume Bonnet     |
| 2016, | Melvin Rullière     | Odrian Champossain  | Jérémy Lecroq        |
| 2017, | Adrien Carpentier   | Alberto Marengo     | Guillaume De Almeida |
| 2018, | Filippo Tagliani    | Sébastien Havot     | Leonardo Bonifazio   |
| 2019  | Ronan Racault       | Rémy Gras           | Paul Sauvage         |
| 2020  | Kévin Besson        | Maxime Farazijn     | Sandy Dujardin       |
| 2021  | Logan Gros          | Florent Gardella    | Maxime Farazijn      |
| 2022  | Axel Huens          | Valentin Retailleau | Sébastien Havot      |
| 2023  | Thomas Morichon     | Antoine Aebi        | Alexander Konijn     |
| 2024  | Lenaic Langella     | Kévin Le Cunff      | Romain Barhtoulot    |
| 2025  | Mathias Sanlaville  | Nicolas Silliau     | Alfie George         |

### 3eépreuve
| Année | Vainqueur           | Deuxième           | Troisième          |
| ----- | ------------------- | ------------------ | ------------------ |
| 2013  | Christophe Goutille | Jarno Gmelich      | Maxime Mayençon    |
| 2014  | Romain Combaud      | Bastien Duculty    | Romain Le Roux     |
| 2015  | Guillaume Bonnet    | Mihkel Räim        | Mathieu Fernandes  |
| 2016  | Risto Raid          | Cédric Delaplace   | Paul Sauvage       |
| 2017, | Ronan Racault       | Nicolas Garbet     | Jonathan Couanon   |
| 2018, | Florent Pereira     | Clément Carisey    | Filippo Tagliani   |
| 2019  | Jérémy Cabot        | Florent Pereira    | Yannick Martinez   |
| 2020  | Kévin Besson        | Clément Carisey    | Romain Campistrous |
| 2021  | Célestin Guillon    | Maxime Agut        | Léo Boileau        |
| 2022  | Killian Théot       | Charlie Quarterman | Corentin Ermenault |
| 2023  | Mattis Lebeau       | Martin Tjøtta      | Clément Carisey    |
| 2024  | Titouan Margueritat | Guillaume Dauschy  | Louis Hardouin     |
| 2025  | Julien Marin        | Louis Hardouin     | Victor Loulergue   |

### 4eépreuve
| Année | Vainqueur            | Deuxième          | Troisième        |
| ----- | -------------------- | ----------------- | ---------------- |
| 2018, | Filippo Tagliani     | Boris Orlhac      | Ronan Racault    |
| 2019  | Clément Saint-Martin | Ronan Racault     | Paul Sauvage     |
| 2020  | Clément Carisey      | Romain Guillot    | Corentin Navarro |
| 2021  | Karl Patrick Lauk    | Axel Zingle       | Luc Dury         |
| 2022  | Killian Théot        | Axel Huens        | Siim Kiskonen    |
| 2023  | Kristers Ansons      | Guillaume Dauschy | Gwen Leclainche  |
| 2024  | Victor Guernalec     | Mattis Lebeau     | Léo Kraemer      |
| 2025  | Mathias Sanlaville   | Théo Laurans      | Malo Stevant     |

### 5eépreuve
| Année | Vainqueur           | Deuxième         | Troisième              |
| ----- | ------------------- | ---------------- | ---------------------- |
| 2021  | Edoardo Sali        | Siim Kiskonen    | Camille Batista        |
| 2022  | Kévin Le Cunff      | Kylian Senicourt | Harrison Wood          |
| 2023  | AVC Aix-en-Provence | VC Rouen 76      | Charvieu-Chavagneux IC |
| 2024  | Killian Théot       | Damien Bonetto   | Gustav Basson          |
| 2025  | Enzo Boulet         | Markus Pajur     | Thlbault Rollée        |

### 6eépreuve
| Année | Vainqueur          | Deuxième         | Troisième       |
| ----- | ------------------ | ---------------- | --------------- |
| 2022  | Thibault Rollée    | Clément Cordenos | Camille Batista |
| 2023  | Corentin Ermenault | Théo Jacquemin   | Arthur Meyer    |

### Classement général
| Année | Vainqueur       | Deuxième      | Troisième           |
| ----- | --------------- | ------------- | ------------------- |
| 2011  | Yann Guyot      | Jérémy Ortiz  | Ernesto Mendoza     |
| 2012  | Florent Icard   | Jérémy Ortiz  | Jean-Marc Maurin    |
| 2013  | Maxime Mayençon | Mathieu Simon | Christophe Goutille |